# Bitwa galicyjska
Bitwa galicyjska – szereg operacji wojskowych prowadzonych w Galicji i południowo–wschodniej części Królestwa Kongresowego przez wojska rosyjskie i austro–węgierskie w początkowym etapie I wojny światowej.

## Plany i środki
Wydarzenia polityczne spowodowały, że w lipcu 1914 roku austro–węgierski szef Sztabu Generalnego gen. Franz Conrad von Hötzendorf zaczął realizować plan przewidujący wojnę z Serbią (patrz: Plany operacyjne przed I wojną światową). Główne siły austro–węgierskie miały pokonać Serbię, zaś zadaniem reszty wojsk była osłona przed ewentualną akcją Rosji. Tymczasem jednak Rosja zdecydowanie włączyła się do konfliktu po stronie sojuszniczej Serbii i stąd Austriacy musieli skierować większość wojsk przeciw silniejszemu przeciwnikowi. To oznaczało konieczność zgromadzenia w Galicji 3/5 sił austro–węgierskich. Aby uprzedzić i powstrzymać inwazję rosyjską, 20 sierpnia 1914 roku von Hötzendorf podjął decyzję o ataku. Liczył przy tym, że szybkie zwycięstwo nad Francją pozwoli Niemcom przerzucić wojsko na front wschodni i zadać decydujący cios Rosji wespół z armią austro–węgierską. Wspólne uderzenie obu sojuszników wzięłoby w kleszcze armie rosyjskie znajdujące się na zachód od Wisły.
Główne zadanie von Hötzendorf wyznaczył 1 Armii gen. Victora Dankla i 4 Armii gen. Moritza Auffenberga. Ich celem było oskrzydlenie armii rosyjskich skoncentrowanych między Wisłą a Bugiem i uderzenie na ich tyły. Ich osłonę stanowiła Grupa Armijna Kummera i niemiecki korpus Landwehry gen. Remusa von Woyrscha. Prawe skrzydło w składzie: 3 Armia gen. Rudolfa von Brudermanna, grupa gen. Hermanna Kövessa von Kövesshaza i 2 Armia gen. Eduarda von Böhma–Ermolliego, będąca w drodze znad granicy serbskiej, miało wiązać resztę sił rosyjskich, chroniąc Lwów i flankę nacierających na północ armii. Na początku operacji Austriacy dysponowali w Galicji 31 dywizjami piechoty i 10 dywizjami kawalerii (2 Armia liczyła ponad 7 dywizji). Razem było to około 1 milion żołnierzy.
Głównym celem Rosjan było rozbicie sił austriackich w Galicji, zdobycie przełęczy w Karpatach i wkroczenie w głąb monarchii habsburskiej. Dlatego Front Południowo–Zachodni gen. Nikołaja Iwanowa, który miał wkroczyć do Galicji, zgromadził większość zmobilizowanych wówczas sił rosyjskich (42 dywizje piechoty i 16,5 dywizji kawalerii). Lewe skrzydło rosyjskie (4 Armia gen. Antona Jegorowicza von Zalcy i 5 gen. Pawła Plehwego) miało uderzyć na Przemyśl i Lwów, a prawe (3 Armia gen. Nikołaja Ruzskiego i 8 gen. Aleksieja Brusiłowa) na Lwów i Stryj. W Galicji i w południowej części Królestwa Polskiego Rosjanie zgromadzili około 1,2 miliona żołnierzy. Ponadto obie strony miały do dyspozycji około 5 tys. dział.

## Przebieg kampanii
Jako pierwsza ruszyła 18 sierpnia rosyjska 8 Armia. Kilka dni później przeszły do ofensywy kolejne armie Frontu Południowo–Zachodniego. Tymczasem oddziały gen. Dankla zaatakowały 21 sierpnia, kierując się na Lublin i w bitwie pod Kraśnikiem (23–25 sierpnia) pokonały armię von Zalcy (po tej porażce zastąpił go gen. Aleksiej Ewert). Sukces odniósł również Auffenberg, zwyciężając pod Komarowem armię Plehwego (26 sierpnia–2 września; starcie znane też jako bitwa pod Tomaszowem). Rosjanie wycofali się na Lublin i zaczęli się przygotowywać do jego obrony. Plan Franza Conrada von Hötzendorfa pokrzyżowały jednak sukcesy rosyjskie we wschodniej Galicji. 
Tymczasem wojska gen. Ruzskiego na kierunku lwowskim zmusiły do odwrotu armię von Brudermanna, bijąc ją kolejno nad rzekami: Gniła Lipa (26–28 sierpnia) i Złota Lipa (29 sierpnia–1 września). Nie powiodła się próba kontrataku podjęta przez austriacką 2 Armię i prawe skrzydło wojsk austro–węgierskich znalazło się w odwrocie. Von Hötzendorf pogodził się z chwilową utratą Lwowa (Rosjanie wkroczyli do stolicy Galicji 3 września). Żeby ratować sytuację, postanowił przeprowadzić kontrnatarcie na tym zagrożonym odcinku, wykorzystując powodzenie na swoim lewym skrzydle. Armia Auffenberga miała teraz zwrócić się na południe, aby wesprzeć cofające się prawe skrzydło i pobić armie Ruzskiego i Brusiłowa. 
Rozpoczęła się decydująca faza bitwy pod Lwowem (6–11 września) zwana też bitwą pod Gródkiem Jagiellońskim). Rosjanie zamierzali teraz pobić lewe skrzydło austriackie (armie 1 i 4) dzięki uderzeniu trzech swoich prawoskrzydłowych armii w kierunku Sanu i równoczesnym natarciu 3 Armii na tyły Austriaków przez Tomaszów. Początkowo Austriacy powstrzymali armie Ruzskiego (w bitwie pod Rawą) i Brusiłowa, ale 5 Armia rosyjska wkrótce zagroziła tyłom armii Auffenberga pod Rawą. Równocześnie armie: 4, 5 i nowo przybyła 9 gen. Płatona Aleksiejewicza Leczickiego uderzyły na osamotnioną armię Dankla, zmuszając ją do odwrotu. Niepowodzenie Dankla i zagrożenie okrążeniem pozostałych armii austriackich zmusiło von Hötzendorfa do przerwania bitwy 11 września i nakazania odwrotu na linię rzeki San. Rosjanie rozpoczęli pościg z jednodniowym opóźnieniem (12–21 września), ostatecznie przesuwając front około 130 km na zachód od Lwowa, docierając do przełęczy karpackich i w okolice Krakowa. 16 września przystąpili do oblężenia Przemyśla.

## Podsumowanie
Pierwsza samodzielna operacja wojsk austro–węgierskich na froncie wschodnim zakończyła się niepowodzeniem. Odtąd już stale potrzebowali wsparcia ze strony Niemiec. Utrata Galicji była też ciężkim ciosem politycznym. Poważne okazały się straty militarne: 320 000–350 000 żołnierzy (w tym aż 100 000 jeńców, gdyż żołnierze pochodzenia słowiańskiego poddawali się masowo) oraz 400 dział. Bolesna była także utrata ok. 1/3 oficerów. Straty Rosjan wyniosły: 230 000 ludzi (w tym 40 000 jeńców) i 94 działa. Rosyjskie naczelne dowództwo nie wykorzystało przewagi liczebnej i działało zbyt ostrożnie, przez co armie przeciwnika uniknęły zniszczenia.